# Arabatský záliv

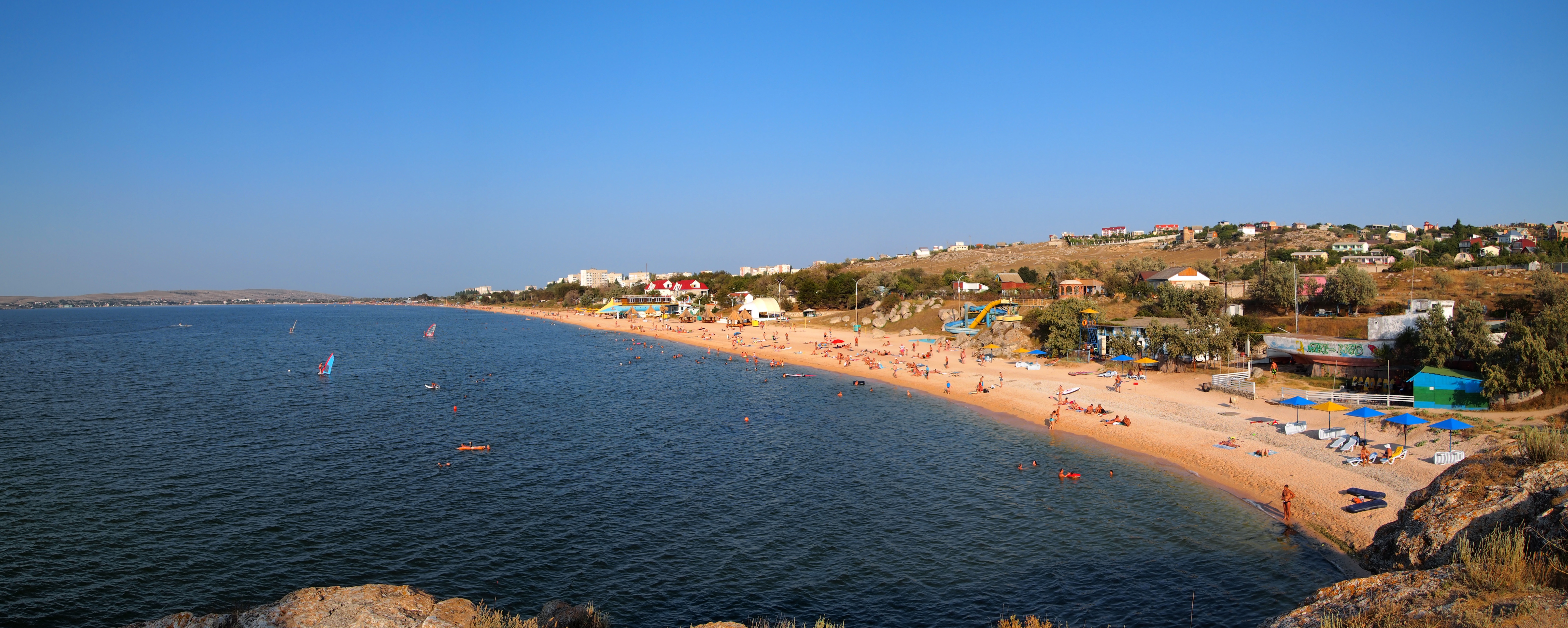
Pobřeží Arabatského zálivu ve městě Ščolkine

Arabatský záliv (ukrajinsky Арабатська затока – Arabatska zatoka; rusky Арабатский залив – Arabatskij zaliv, krymskotatarsky Arabat körfezi) je záliv na jihozápadě Azovského moře, respektive na východě poloostrova Krym. Obklopuje jej Arabatská kosa na západě, Kerčský poloostrov na jihu a mys Kazantyp na východě. Nejvýznamnějším sídlem na jeho břehu je město Ščolkine na jeho východním pobřeží.
Záliv je až 40 kilometrů široký, 22 kilometrů dlouhý a hloubka vody v něm je osm až devět metrů.